# Mercury-Redstone 3
Mercury-Redstone 3 var USAs første bemandede rummission og den første bemandede mission i Mercuryprogrammet. Den blev opsendt 5. maj 1961 med en Redstoneraket fra Cape Canaveral i Florida. Rumkapslen havde navnet Freedom 7 og den udførte en ballistisk flyvning med Alan Shepard som pilot – han blev dermed den første amerikaner i rummet. Flyvningen varede lige under 16 minutter og opnåede en højde på 187 km.
I modsætning til Jurij Gagarin i Vostok 1 opnåede Alan Shepard ikke kredsløb, men måtte nøjes med at flyve næsten lige op og ned. Dette krævede en væsentligt mindre kraftig raket end den Sovjetunionen havde til rådighed. Alan Shepard nåede dog alligevel at opnå at være den første, der landede med sin rumkapsel eftersom Jurij Gagarin havde forladt sin kapsel i en faldskærm inden den landede. Den sovjetiske leder Nikita Khrusjtjov kritiserede Freedom 7 for at være et 'fluehop' i forhold til Sovjetunionens egen Vostok 1.

## Besætning
Nummer i parentes indikerer denne persons rumflyvninger indtil og inklusive denne.
- Alan Shepard (1)

### Reservebesætning
- John Glenn

## Tidslinje over flyvningen
| T+ Tid     | Begivenhed                     | Beskrivelse                                                                                            |
| T+00:00:00 | Opsendelse                     | Mercury-Redstoneraketten antænder, uret om bord starter.                                               |
| T+00:00:16 | Hældningsprogram               | Redstone drejer 2 grader pr. sekund fra 90 grader til 45 grader.                                       |
| T+00:00:40 | Afslutning af hældningsprogram | Redstone opnår hældning på 45 grader.                                                                  |
| T+00:01:24 | Max Q                          | Maksimalt dynamisk tryk ~28 kPa.                                                                       |
| T+00:02:20 | BECO                           | Redstone motor slukker - Booster Engine Cutoff. Hastighed 2.3 km/s                                     |
| T+00:02:22 | Undslippelsestårn frakastet    | Der er ikke længere brug for undslippelsestårnet.                                                      |
| T+00:02:24 | Kapsel og raket adskilles      | Raketter tændt i 1 s for at give en hastighedsforskel på 4.6 m/s.                                      |
| T+00:02:35 | Drejningsmanøvre               | Kapslen drejes 180 grader, for at vende varmeskjoldet fremad.                                          |
| T+00:05:00 | Toppunkt                       | Toppunktet nås ved 185 km.                                                                             |
| T+00:05:15 | Bremseaffyring                 | Tre bremseraketter brænder i 10 sekunder hver for at bremse kapslens vandrette hastighed.              |
| T+00:05:45 | Periskop trækkes ind           | Periskopet trækkes automatisk ind for at gøre klar til genindtræden.                                   |
| T+00:06:15 | Bremseraketter afkobles        | Et minut efter bremseaffyringen afkobles bremseraketterne så varmeskjoldet er frit.                    |
| T+00:07:15 | 0.05 g (0.5 m/s²) Manøvre      | Styresystemet drejer kapslen 10 grader for at stabilisere den til genindtræden.                        |
| T+00:09:38 | Første faldskærm udløses       | Første faldskærm udløses i 6.7 kilometers højde og bremser kapslen til 111m/s og stabiliserer kapslen. |
| T+00:09:45 | Luftslange udløses             | Slange med frisk luft udløses i 6 kilometers højde.                                                    |
| T+00:10:15 | Hovedfaldskærm udløses         | Hovedfaldskærm udløses i 3 kilometers højde. Hastigheden bremses til 9 m/s.                            |
| T+00:10:20 | Landingspude udløses           | Landingspude udløses så varmeskjoldet rykkes 1,2 meter ned.                                            |
| T+00:10:20 | Brændstofafkastning            | Tilbageværende brændstof kastes automatisk i havet.                                                    |
| T+00:15:30 | Landing                        | Kapslen lander i vandet omkring 500 km fra hvor den blev esndt op.                                     |
| T+00:15:30 | Redningsudstyr udløses         | Redningspakken udløses. Pakken inkluderer grøn røgmarkør og en radiokilde.                             |

| Shepard i Freedom 7       | Pilot og fartøj efter opsamlingen |
| ------------------------- | --------------------------------- |
|                           |                                   |
| Klargøring til opsendelse | Shepard om bord på redningsskibet |